# 2011 في الصين
فيما يلي قوائم الأحداث التي وقعت خلال عام 2011 في الصين.

## رياضة
- 1 يناير – الصين المفتوحة 2011 - فردي السيدات الفائز أنيشكا رادفانسكا.

## أفلام
من الأفلام التي صدرت هذه السنة في الصين:
- 23 سبتمبر – 1911 من إخراج جاكي شان.
- 16 ديسمبر – زهور الحرب من إخراج زانج ييمو.

## وفيات

### أبريل
- 22 أبريل – تشونغ ساي هو (مواليد 1975) لاعب كرة قدم هونغ كونغي.

### يونيو
- 8 يونيو – ليو كاودونج (مواليد 1985) مهندس صيني.

### نوفمبر
- 8 نوفمبر – ريكي هوي (مواليد 1946)